# Patena

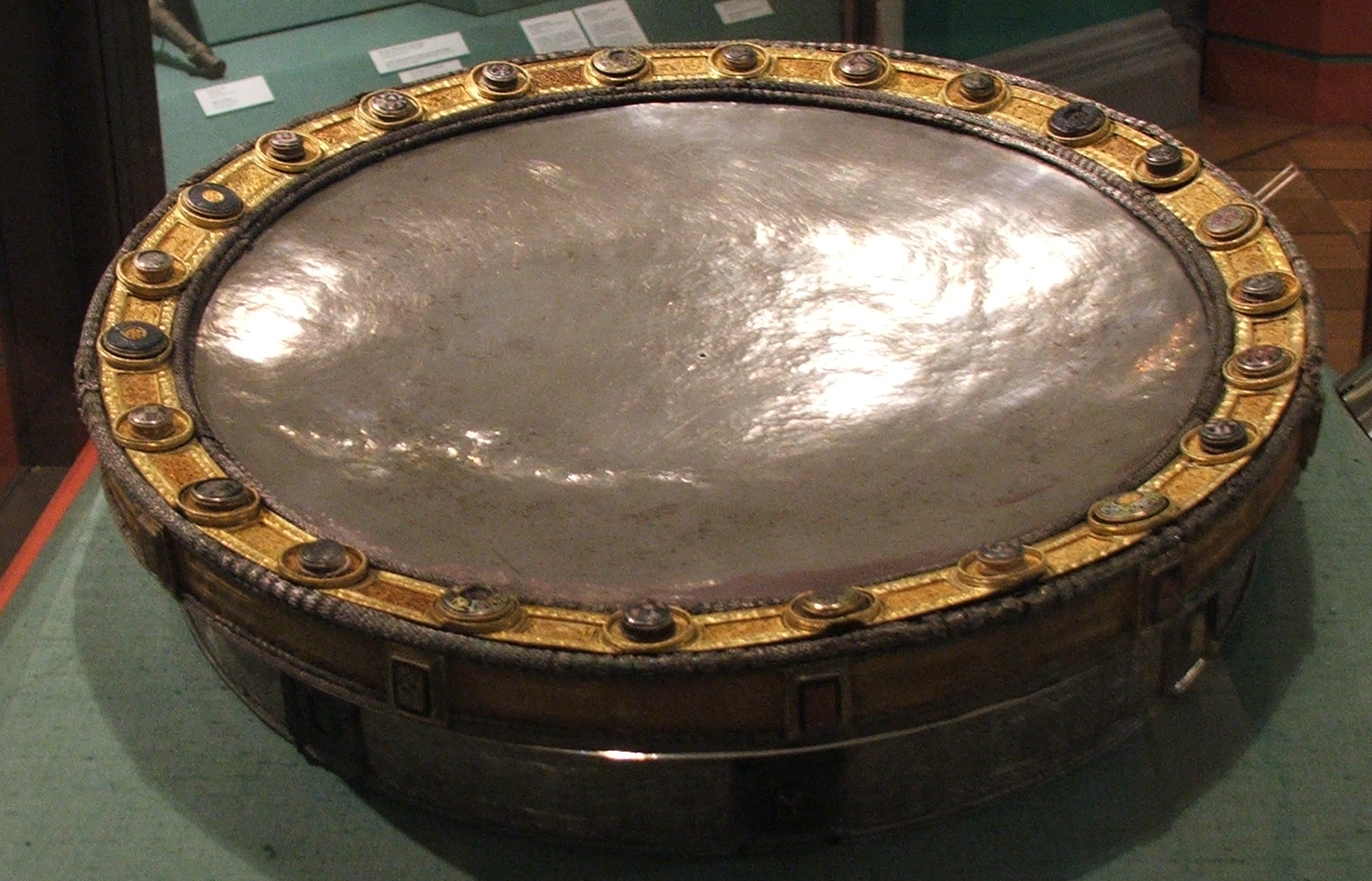
Una patena

La patena (del grec πηατνε, "phatne") és el platet en el qual es posa l'hòstia durant la celebració eucarística.
La forma de les patenes és diferent en funció de l'època a la qual pertanyen: les més antigues tenen la forma de plats de grans dimensions i escàs fons, i porten els ornaments (pedres precioses) a les vores. D'altra banda, tant les d'època ogival com les de la romànica solen portar a la cara interna baixos relleus que representen l'efígie de Crist o una mà en actitud de beneir una creu. La seva mida disminueix en l'època ogival, fent-se més planes. Finalment, després del període plateresc desapareixen els ornaments i les patenes adquireixen la forma de platerets còncaus i llisos.
L'expressió popular "net com una patena" defineix qualsevol objecte que estigui molt net.